# Ostrów Lednicki

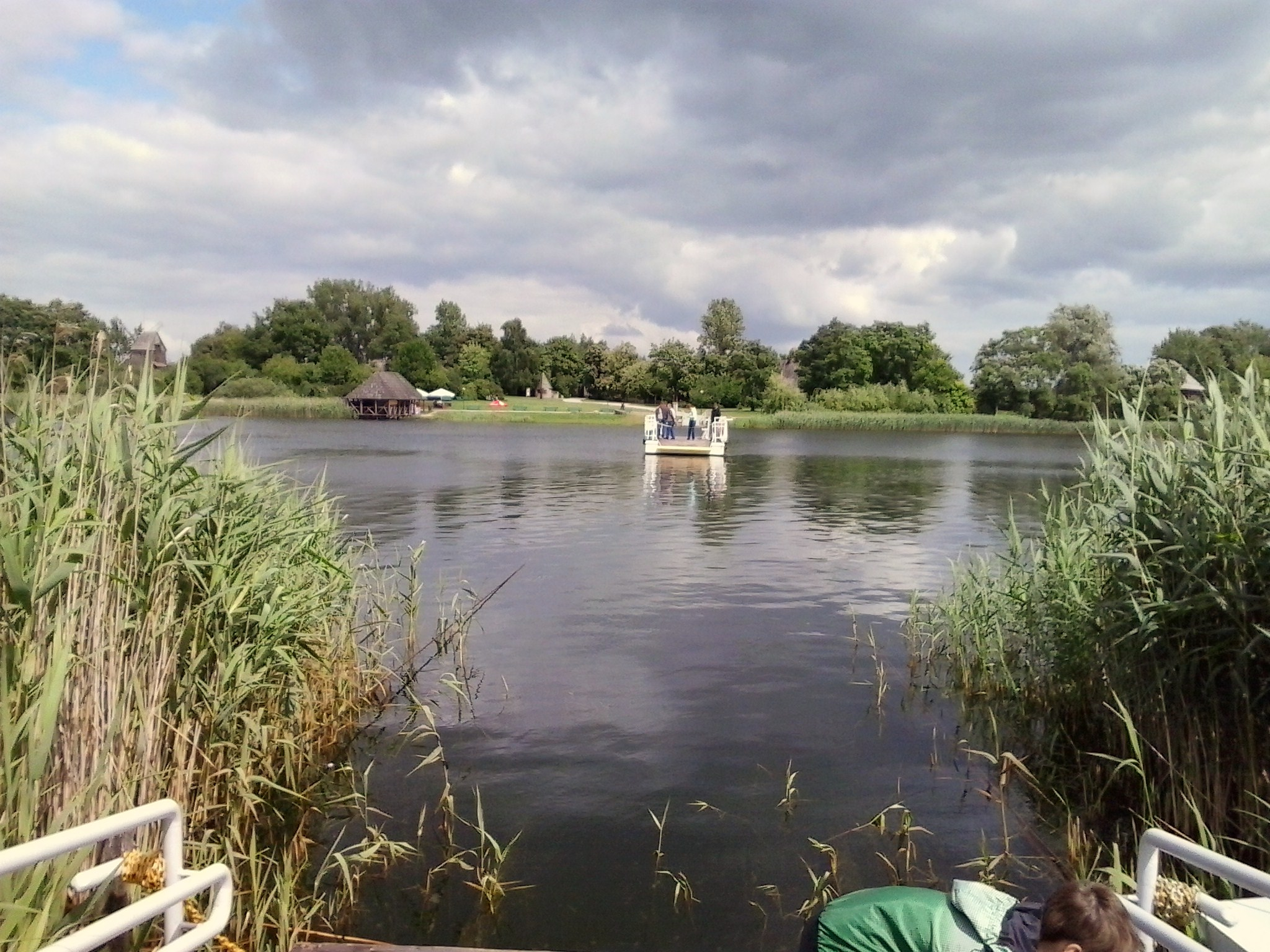
Phà đến Ostrów Lednicki

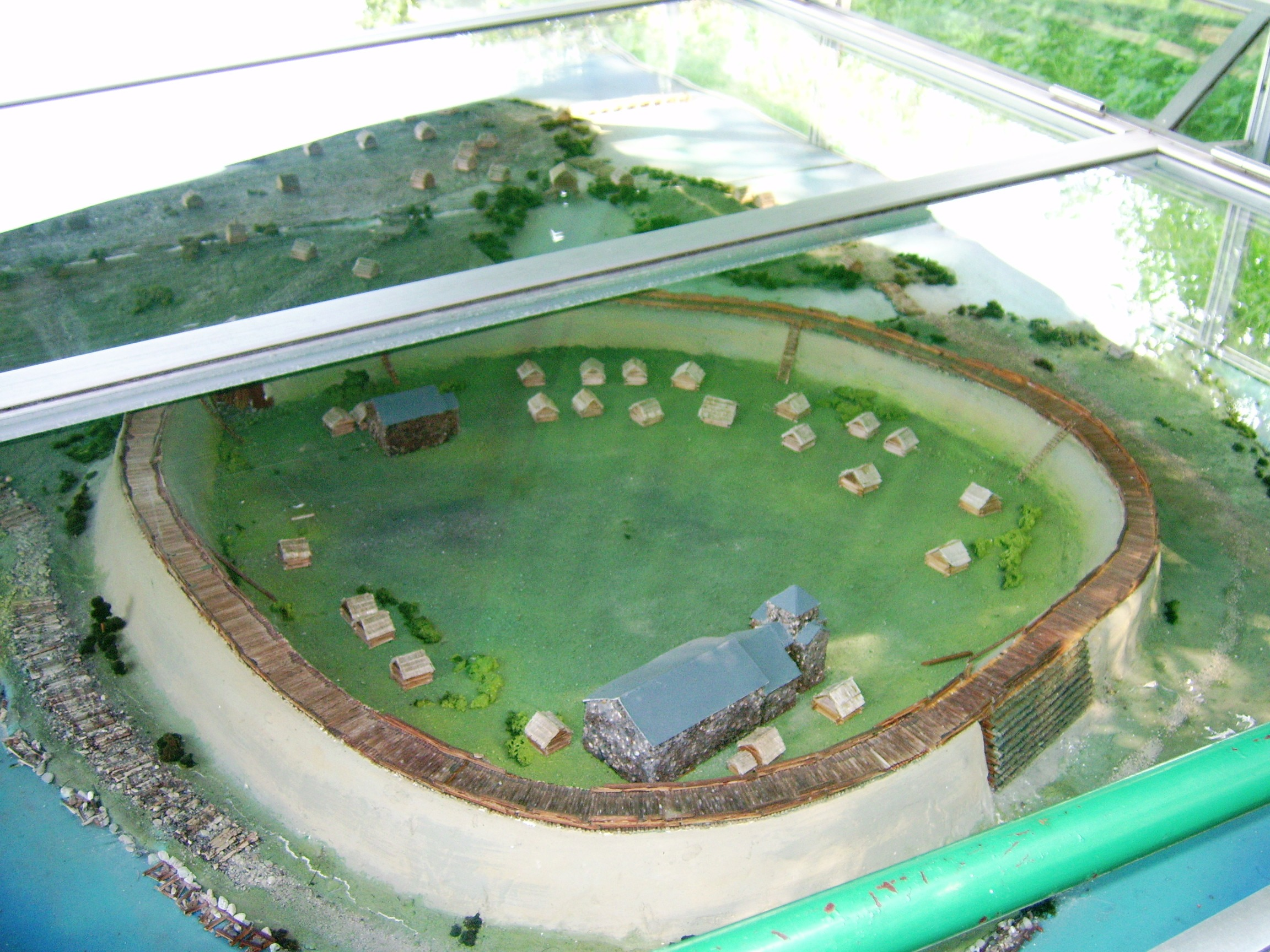
Tái thiết thu nhỏ của gród thời trung cổ

Ostrów Lednicki là một hòn đảo ở phía nam của hồ Lednica ở Ba Lan, nằm giữa các thành phố Gniezno và Poznań. Từ 'Ostrów' có nghĩa là 'holm' (nghĩa là sông hoặc đảo hồ) - do đó trong tiếng Anh đôi khi nó được gọi là 'Lednica Holm'.
Một gród (một khu định cư của người Slav thời trung cổ) đã được xây dựng ở đây vào thời Trung cổ. Tàn tích hiện tại của nó là một nhà nguyện, nhà thờ và cung điện, được cho là nhà của các vị vua đầu tiên của triều đại Piast, đã được lợp lại để bảo tồn. Ngày nay, tàn tích có ý nghĩa khảo cổ học, và địa điểm của Bảo tàng Triều đại Piast, được khai trương vào năm 1969. Đây là bảo tàng ngoài trời lớn nhất của Ba Lan.
Địa điểm này là một trong những Di tích Lịch sử quốc gia chính thức của Ba Lan (Pomnik historii), là một trong những di tích đầu tiên như vậy được công nhận vào ngày 16 tháng 9 năm 1994. Danh sách các di tích quốc gia được duy trì bởi Ủy ban Di sản quốc gia Ba Lan.

## Ý nghĩa
Hòn đảo có ý nghĩa quan trọng trong lịch sử quốc gia Ba Lan. Trong triều đại cai trị đầu tiên của nhà nước Ba Lan, Mieszko I và Boleslaw the Brave, hòn đảo là một trong những trung tâm hành chính và phòng thủ chính của vương quốc. Lâu đài đổ nát và các tòa nhà khác ở đây được xây dựng dưới triều đại của Mieszko I, ngay trước năm 966.
Đây cũng là một địa điểm ứng cử cho địa điểm lịch sử về lễ rửa tội cá nhân của Mieszko I, vợ Dobrawa của Bohemia và toàn bộ tòa án của ông, diễn ra vào Thứ Bảy Thánh 14 tháng Tư, 966. Ngày này là Bí tích Rửa tội của Ba Lan, sự giới thiệu lịch sử của Kitô giáo ở Ba Lan. Sự kiện này cũng được cho là sự khởi đầu của nhà nước Ba Lan.
Hòn đảo này cũng là bối cảnh của cuốn tiểu thuyết lịch sử năm 1876 của Józef Ignacy Krasnzewski An Ancient Tale.